# Mycalesis triocelligera
Mycalesis triocelligera är en fjärilsart som beskrevs av Embrik Strand 1914. Mycalesis triocelligera ingår i släktet Mycalesis och familjen praktfjärilar. Inga underarter finns listade i Catalogue of Life.